# 本庄児玉インターチェンジ
本庄児玉インターチェンジ（ほんじょうこだまインターチェンジ） は、埼玉県本庄市四方田にある、関越自動車道のインターチェンジ。
インターチェンジの名称は、2006年1月10日に合併する前の旧・本庄市と旧・児玉郡児玉町の境界上にあったことにちなむ。

## 道路
- E17 関越自動車道（8番）

## 接続する道路
- 国道462号
- 埼玉県道86号花園本庄線（出口のみ）
県道86号へは出口のみ独立レーンで本庄早稲田駅入口交差点へ至り、国道462号と平面交差する形で接続されている[1]。当ICへの入口は国道462号のみ接続。

利根川を越えて群馬県伊勢崎市まで4車線の道が続くため、県境を越えてこのICを利用するドライバーも多い。また、逆方向では三波石峡や神流湖のある旧・多野郡鬼石町(現・藤岡市)、さらに先の神流町への最寄りインターでもある。

## 料金所
- ブース数：7

### 入口
- ブース数：3
  - ETC専用：1
  - ETC・一般：1
  - 一般：1

### 出口
- ブース数：4
  - ETC専用：1
  - ETC・一般：1
  - 一般：2

## 周辺
- 上越新幹線 本庄早稲田駅
- JR高崎線 本庄駅

## 歴史
- 1980年（昭和55年）7月17日 : 東松山IC - 前橋ICの開通に伴い供用開始。
- 2010年（平成22年）12月17日 : 上り線の出口車線が、0.1キロメートルから1.7キロメートルに延伸され、供用開始[2]。

## 隣
E17 関越自動車道
(7)花園IC - (7-1)寄居PA/SIC - (8)本庄児玉IC - (8-1)上里SA/SIC - (9)藤岡JCT